# بطولة الصداقة الدولية في العراق
بطولة الصداقة الدولية في العراق هي بطولة ينظمها الاتحاد العراقي لكرة القدم بعد قرار الفيفا برفع الحظر عن ملاعب العراق، وقد حصلت هذه البطولة على اهتمام كبير وكانت أحد اسباب رفع الحظر عن ملاعب العراق . ويتم عقدها عادةً في أواخر شهر (مارس/آذار/3) وشارك في البطولة ثلاث أو أكثر من المنتخبات ومنها : منتخب قطر لكرة القدم، منتخب سوريا لكرة القدم ، منتخب الأردن لكرة القدم، إضافةً إلى منتخب العراق لكرة القدم مستضيف البطولة.

## شعارات البطولة
- شعار بطولة الصداقة الدولية 2018 :

- شعار بطولة الصداقة الدولية 2019 :

مصادر: جميع المصادر موجودة هنا و هنا .

## الترتيب العام
| م | الفريق | لعب | ف | ت | خ | أ.له | أ.ع | أ.ف | نقاط |
| - | ------ | --- | - | - | - | ---- | --- | --- | ---- |
| 1 | العراق | 4   | 2 | 1 | 1 | 7    | 6   | +1  | 7    |
| 2 | سوريا  | 4   | 1 | 2 | 1 | 4    | 4   | 0   | 5    |
| 3 | قطر    | 2   | 1 | 1 | 0 | 5    | 4   | +1  | 4    |
| 4 | الأردن | 2   | 0 | 0 | 2 | 2    | 4   | −2  | 0    |

## احصائيات
المنتخبات حسب الأهداف في تاريخ البطولة:
7 اهداف: 
- العراق .

5 اهداف: 
- قطر .

4 اهداف: 
- سوريا .

هدفين: 
- الأردن .

مصدر :

مسجلوا الأهداف في تاريخ البطولة :
3 اهداف: 
- أكرم عفيف.

هدفين: 
- فراس الخطيب.

- مهند علي.

هدف واحد: 
- أحمد ياسين.

- حسين علي.

- جستن ميرام.

- أيمن حسين.

- إسماعيل محمد.

- عبد العزيز حاتم.

- عمر السومة.

- زاهر ميداني.

- بهاء فيصل.

اهداف عكسية (هـ.ذ.): 
- ريبين سولاقا.

- خليل بني عطية.

★مصادر: جميع المصادر موجودة هنا و هنا .

## انظر ايضاً
- بطولة الصداقة الدولية 2018.
- بطولة الصداقة الدولية 2019.